# Patientenrecht
Unter Patientenrechten versteht man die Rechte von Patienten gegenüber Heilbehandlern, insbesondere gegenüber Ärzten sowie gegenüber Sozialleistungs- und anderen Leistungsträgern im Gesundheitswesen.

## Rechte
Zu den wichtigsten Rechten gehören:
- das Recht auf Selbstbestimmung: Die Durchführung einer medizinischen Maßnahme darf nur mit dem Willen des Patienten geschehen, bedarf folglich seiner Einwilligung, siehe informierte Einwilligung und Einwilligungsfähigkeit
- das Recht auf Information über die Diagnose, die voraussichtliche gesundheitliche Entwicklung und die Therapie
- das Recht auf Information über die voraussichtlichen Kosten der Behandlung, die in Textform zu erteilen ist
- das Recht auf Aufklärung: Das ist eine für den Laien verständliche Erklärung des medizinischen Eingriffs, siehe ärztliche Aufklärung. Dies beinhaltet eine richtige Darstellung des Nutzens und der Erfolgsaussichten sowie der Risiken und Nebenwirkungen der geplanten medizinischen Maßnahmen. Es muss über die wesentlichen Umstände aufgeklärt werden.
- das Recht auf sorgfältige Heilbehandlung gemäß dem sogenannten Facharztstandard (nicht aber eine „Erfolgsgarantie“)
- das Recht auf Vertraulichkeit der Behandlung, dass die behandelnden und pflegenden Personen die bei Behandlung und Pflege bekanntgewordenen Informationen und Daten vertraulich behandeln und nicht unbefugt Dritten gegenüber offenbaren (ärztliche Schweigepflicht, § 203 StGB)
- das Recht auf Dokumentation, insbesondere der Diagnose und der Therapie.
- das Recht auf Akteneinsicht in die Patientenakte.
- das Recht auf eine Zweitmeinung bei gesetzlicher Krankenversicherung (außer in besonderen Versorgungsformen)
- das Recht auf freie Arztwahl, dazu gehört auch das Recht, den Arzt zu wechseln (eingeschränkt in besonderen Versorgungsformen und bei Zahnersatz)
- das Recht auf freie Krankenhauswahl
- das Recht auf freie Krankenkassenwahl innerhalb der Gesetzlichen Krankenversicherung

## Ländervergleiche

### Deutschland
Das Behandlungs- und Arzthaftungsrecht ist in Deutschland im Bürgerlichen Gesetzbuch (BGB) durch das Patientenrechtegesetz in den §§ 630a bis 630h BGB kodifiziert worden. Ein Behandlungsvertrag entsteht mit der Behandlung durch Ärzte, Zahnärzte oder Behandelnde anderer Gesundheitsberufe, wie Psychotherapeuten, Hebammen und Physiotherapeuten.
Der Behandelnde hat den Patienten in mehrfacher Hinsicht über die Behandlung, ihre Risiken und Folgen zu informieren und aufzuklären (§§ 630c und 630e BGB). Über die voraussichtlichen Kosten ist in Textform zu informieren.
Untersuchungen, Befunde, Diagnosen und Therapien sind zu dokumentieren (§ 630f BGB). Dem Patienten ist auf Verlangen unverzüglich Einsicht in die Patientenakte zu gewähren; er kann Kopien oder elektronische Abschriften gegen Kostenerstattung verlangen (§ 630g BGB).
Der Patient hat grundsätzlich einen Anspruch darauf, dass seine Behandlung nach den zum Zeitpunkt der Behandlung bestehenden, allgemein anerkannten fachlichen Standards (sogenannter Facharztstandard) erfolgt (§ 630a Abs. 2 BGB).
Verletzt der Arzt oder ein anderer Behandelnder seine Sorgfaltspflichten und begeht er dadurch einen sogenannten Behandlungsfehler oder ist die Aufklärung fehlerhaft, kann der Patient, sofern er dadurch einen Gesundheitsschaden erlitten hat, von dem Behandelnden Schadensersatz und Schmerzensgeld verlangen. Grundsätzlich hat der Patient den Sorgfaltspflichtverstoß und den dadurch verursachten Gesundheitsschaden zu beweisen. In bestimmten Fällen, die nunmehr in § 630h BGB geregelt sind, kommen ihm jedoch Beweiserleichterungen und -entlastungen zugute.
Eine Behandlung darf grundsätzlich nur mit der Einwilligung oder – in Notfällen – der mutmaßlichen Einwilligung des Patienten erfolgen (§ 630d BGB). Eine ohne wirksame Einwilligung erfolgte Behandlung ist zum einen als Körperverletzung strafbar und begründet zum anderen eine Schadensersatzpflicht. Bei nicht einwilligungsfähigen Patienten ist, sofern es keinen Bevollmächtigten (Vorsorgevollmacht) gibt, grundsätzlich ein gesetzlicher Betreuer zu bestellen, dem dann die Erteilung der Einwilligung obliegt. Bei Vorhandensein eines gesetzlichen Betreuers hat die Aufklärung gegenüber dem Betreuer zu erfolgen.
Patienten haben das Recht, für den Fall ihrer Einwilligungsunfähigkeit in einer schriftlichen Patientenverfügung verbindlich festzulegen, ob sie in bestimmte, zum Zeitpunkt der Festlegung noch nicht unmittelbar bevorstehende Untersuchungen ihres Gesundheitszustands, oder Heilbehandlungen oder ärztliche Eingriffe einwilligen oder sie untersagen. Dies gilt auch bzw. insbesondere im Hinblick auf lebensverlängernde Maßnahmen. Der Patient kann verfügen, dass unter von ihm dargestellten Bedingungen lebensverlängernde Maßnahmen zu unterbleiben haben, oder dass solche Maßnahmen, sollten sie bereits getroffen worden sein, rückgängig gemacht oder abgebrochen werden (so genannte Passive Sterbehilfe). An diese Verfügungen sind sowohl die behandelnden Ärzte als auch der Bevollmächtigte oder aber der Betreuer grundsätzlich gebunden. Es bleibt ihnen aber unbenommen, sich in Zweifelsfällen an das zuständige Vormundschaftsgericht zu wenden.
In Ausnahmefällen kann eine Behandlung auch gegen den erklärten Willen des Patienten erfolgen, wenn z. B. psychisch Kranke eine akute Gefahr für sich oder andere darstellen und die Behandlung erforderlich ist, um die Gefahr oder Gefährdung abzuwenden. Die Ermächtigung zur Zwangsbehandlung ist in Deutschland in Ländergesetzen geregelt (PsychKG). Eine weitere Möglichkeit zur Zwangsbehandlung besteht im Betreuungsrecht nach dem Gesetz zur Regelung der betreuungsrechtlichen Einwilligung in eine ärztliche Zwangsmaßnahme (Zwangsbehandlung).
Für Patienten, die gesetzlich krankenversichert sind, enthält das Sozialgesetzbuch verschiedene Vorschriften, die dem Schutz der Patienten dienen sollen. So müssen etwa Krankenhäuser ein patientenorientiertes Beschwerdemanagement eingerichtet haben. Die Krankenkassen müssen über Leistungsanträge innerhalb bestimmter Fristen entscheiden (§ 13 Abs. 3a SGB V). Sie sollen den Patienten bei Behandlungsfehlern unterstützen (§ 66 SGB V).

### Österreich
In Österreich wurden Patientenrechte erstmals 1993 in einem Gesetz erwähnt (im Krankenanstaltengesetz). Ab 1999 wurde eine Liste von Patientenrechten in einer „Patientencharta“ zusammengefasst, die zwischen 1999 und 2006 nach und nach 15a-Vereinbarungen zwischen dem Bund und den einzelnen Ländern einging. Die in dieser Patientencharta aufgelisteten Rechte können von den Patienten selbst nicht direkt bei Gericht eingeklagt werden – vielmehr verpflichten sich mit diesen „Artikel 15a-Vereinbarungen“ Bund und Länder vorerst lediglich zur Gewährleistung dieser Patientenrechte in ihrer weiteren Gesetzgebungs- und Verwaltungstätigkeit.
Die allgemeinen Patientenrechte der Patientencharta umfassen (siehe dazu Kalchschmied 2002 und Stemberger 2011):
- Das Recht auf Gesundheitsfürsorge und gleichen Zugang zu Behandlung und Pflege
- Das Recht auf sachgerechte Behandlung
- Das Recht auf Achtung der Würde und Unversehrtheit der Patientinnen
- Das Recht auf Selbstbestimmung
- Das Recht auf ausreichende ärztliche/therapeutische Information

In jedem österreichischen Bundesland gibt es eine unabhängige Patientenvertretung oder Patientenanwaltschaft, die als Serviceeinrichtung für Fragen und Beschwerden zur Verfügung steht und bei Verdacht auf Behandlungsfehler (z. B. Kunstfehler) rechtliche Unterstützung bietet. In psychiatrischen Abteilungen haben Betroffene, die gegen ihren Willen untergebracht werden, einen auf Basis des Unterbringungsgesetzes tätigen Patientenanwalt, der sie gegenüber der psychiatrischen Abteilung und im Verfahren nach dem Unterbringungsgesetz vertritt.

### Großbritannien
In Großbritannien regelt das Gesetz Mental Capacity Act 2005 seit April 2007 diese Fragen.